# Lophodoris
Lophodoris is een geslacht van weekdieren uit de klasse van de Gastropoda (slakken).

## Soorten
- Lophodoris danielsseni (Friele & Hansen, 1876)
- Lophodoris scala Er. Marcus & Ev. Marcus, 1970